# 中華人民共和國兵役制度

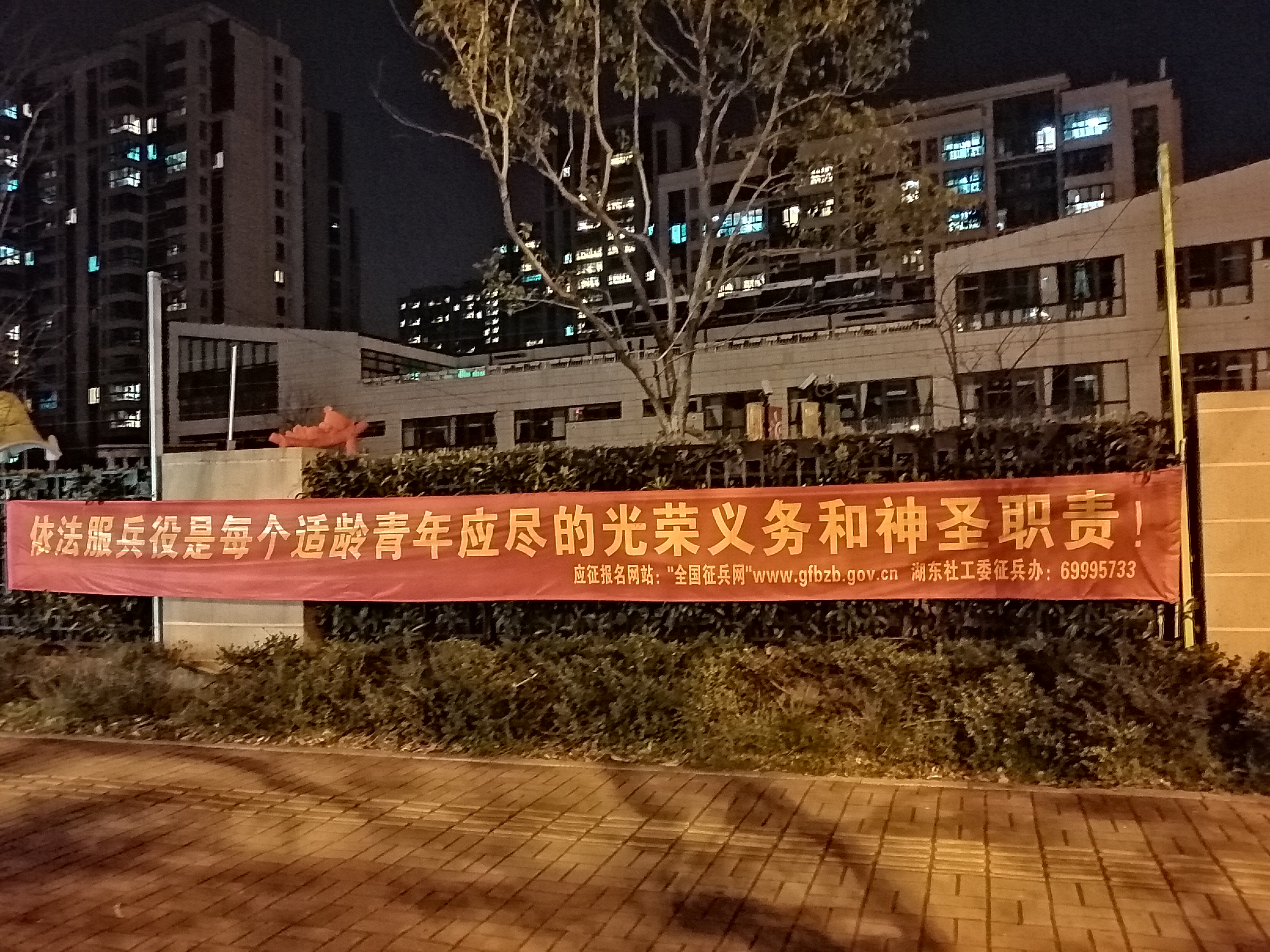
一处悬挂于江苏省苏州市小区外的兵役宣传标语

中华人民共和国兵役制度，根据《中华人民共和国兵役法》，其兵役制度是“实行以志愿兵役为主体的，义务兵与志愿兵相结合”的方式进行，在实践中，中华人民共和国的兵役制度在绝大多数情况下执行志愿兵役制，而仅在法理上保留义务兵役制，但此种法理保留具有实际执行力，如拒服兵役将会被视作拒绝履行公民义务而非撤回志愿。
在一国两制制度下，因《中华人民共和国兵役法》未被列入《中华人民共和国香港特别行政区基本法》附件三，及《中华人民共和国澳门特别行政区基本法》附件三的在特区实施之全国性法律，故香港特别行政区及澳门特别行政区的中国公民无须也无条件加入中华人民共和国武装力量，包括中国人民解放军、中国人民武装警察部队、预备役部队或民兵组织。

## 词汇区别
根据美国智库詹姆斯敦基金会的研究，中国人民解放军对志愿役和义务役的定义不作明显区分。例如，“征兵”原本指强制征兵的政策，但该词在解放军文件中既表示志愿役募兵、也表示强制征兵。而自愿加入军队的过程直接称为“征集”而非“募集”，这和英语及其它语言中对于募兵和征兵两词的明显区分不同，也很容易造成外界的误解和混淆。尽管其兵源近乎完全是自愿入伍，但这些士兵皆被称为“义务兵”，而义务兵变成士官时才称为“志愿兵”，此种标准与国际通行的做法不同。（p. 47）
這種將一般士兵定義爲“義務兵”、將“士官”定義爲“志願兵”的做法，在很長時間内給外界造成了誤解。2011年，中华人民共和国修更改了其《兵役法》，將中国人民解放軍以及中国人民武装警察部队的兵役制度描述為“实行以志愿兵役为主体的，义务兵与志愿兵相结合”，這種做法既是爲了让其義務兵和志願兵概念可以與國際接軌，也是爲了讓其他國家能認識到解放軍与武警部队目前主要為自願入伍。但保留的“义务兵与志愿兵相结合”条款給可能的强制义务役制度引入留有了一定的彈性。 （p. 53）

## 历史

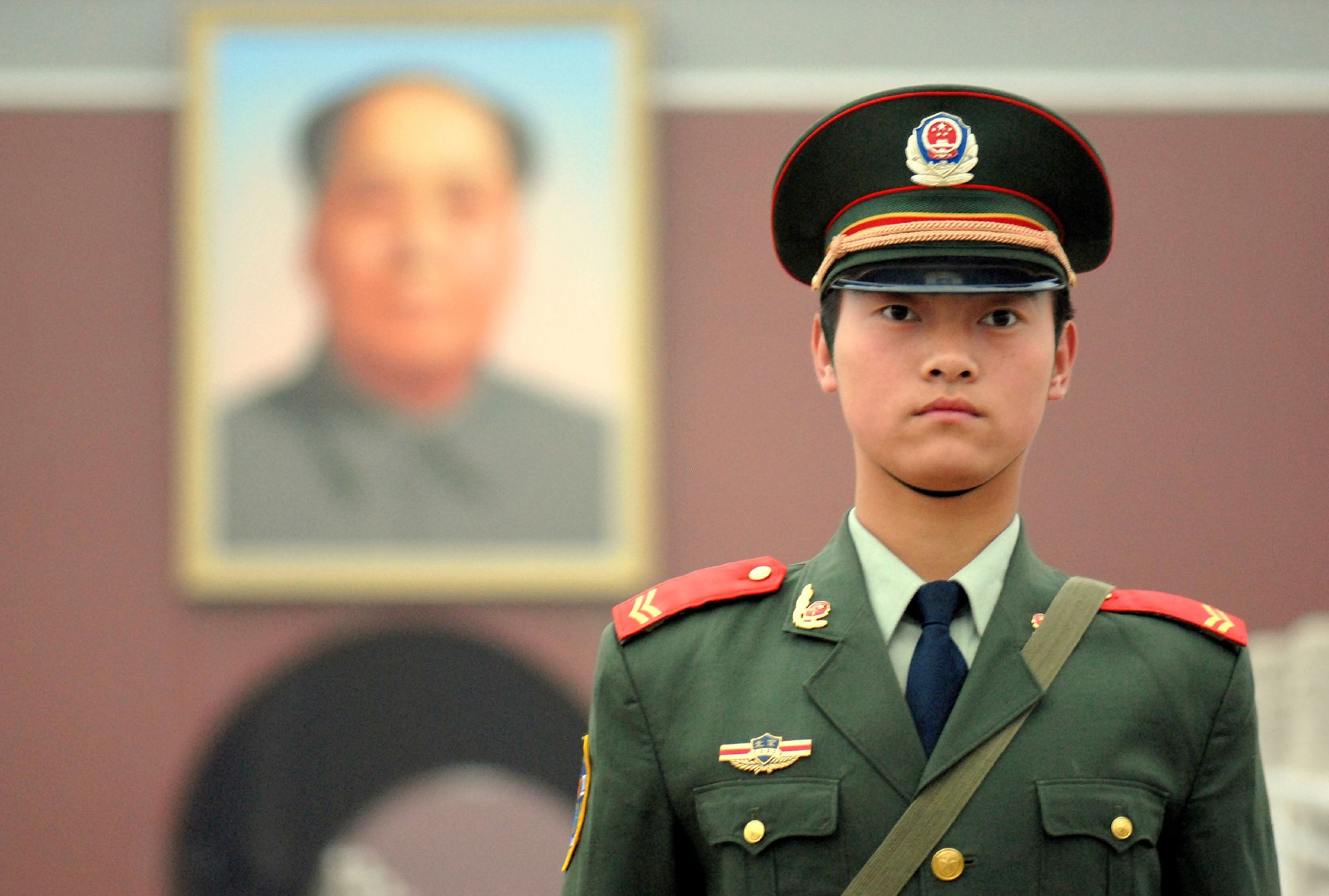
中国人民武装警察部队与中国人民解放军的制度相同，图中为武警上等兵，属於义务兵。

中国在商周时期就已经建立了兵役制度，随着朝代更迭，兵役制度也在不断演变。中国古代兵役制度有征兵制、军户制、府兵制、募兵制等多种。1933年中华民国南京国民政府颁布《兵役法》确立了义务兵役的基本原則，但并未严格依法实行征兵。
在自1927年至1949年的长期战争中，中国共产党的武装力量从第一次国共内战时期的中国工农红军到第二次国共内战时期的中国人民解放军均一直采取志愿兵役制（即募兵制）。中华人民共和国成立后，中国人民解放军继续实行志愿兵役制。1949年9月29日，中国人民政治协商会议第一届全体会议通过的《中国人民政治协商会议共同纲领》第八条规定：“中华人民共和国国民均有保卫祖国、遵守法律、遵守劳动纪律、爱护公共财产、应征公役兵役和缴纳赋税的义务。”第二十三条规定：“中华人民共和国实行民兵制度，保卫地方秩序，建立国家动员基础，并准备在适当时机实行义务兵役制。”但因抗美援朝战争爆发，裁军和兵役制改革被暂停。
1953年，中华人民共和国兵役制度第一次改革正式开始。为配合兵役制度改革，更好地应对军事战争任务和需求，中央开展了一系列兵役制度调整和安排，如裁军、部队转型、军区调整等等。彭德怀在1954年全国军事系统党的高级干部会议上所作的《四年来的军事工作总结和今后军事建设上的几个问题》中表示，应根据未来的作战区分来建立一级军区和二级军区。1955年2月11日，国务院、国防部发布《关于全国军区重新划分的决定》。
1954年《中华人民共和国宪法》第一百零三条规定：“保卫祖国是中华人民共和国每一个公民的神圣职责。依照法律服兵役是中华人民共和国公民的光荣义务。”1955年7月30日，第一部《中华人民共和国兵役法》颁布，这标志着中华人民共和国兵役制度走上法制化道路，也标志着中华人民共和国兵役制度正式从志愿兵役制调整为义务兵役制。本法规定“中华人民共和国年满十八岁的男性公民，不分民族、种族、职业、社会出身、宗教信仰和教育程度，都有义务依照本法的规定服兵役。”。义务兵役制从1956年开始实行，到1957年中国人民解放军基本完成了从志愿兵役制向义务兵役制的转变。
经过此次改革，除个别单位保留了极少数志愿兵役制士兵外，中国人民解放军全军基本上全是义务兵。志愿兵役制由此一度废除。《中华人民共和国兵役法》推行义务兵役制后，吸引了大批青年特别是有文化的青年应征入伍，兵员的文化程度由此提升，为此后军队武器装备更新和军事训练水平提高打下了很好的兵员基础。同时义务兵服役期限短，兵员轮换周期加快，不仅为国家经济建设输送了大批人才，而且有效提高了后备力量质量，有利于国家实现“寓兵于民”的国防发展战略。但是到1960年代，随着中华人民共和国国防科技水平逐渐提高，士兵因文化素质不高、服役期限短等问题，逐渐难以胜任复杂的技术岗位。
1955年《中华人民共和国兵役法》规定兵役分现役和预备役，服现役的称现役军人，服预备役的称预备役军人，现役军人和预备役军人分军官、军士和兵，军士和兵的现役期限是：陆军、公安军的军士和兵服现役三年；空军、海岸守备部队、公安军舰艇中的军士和兵服现役四年；海军舰艇部队的军士和兵服现役五年。此后关于义务兵服现役年限，1965年规定为陆军4年，空军5年，海军6年。1967年改为陆军2年，空军3年，海军4年。1978年起，义务兵服现役年限分别是：陆军部队的战士3年，空军、海军陆勤部队和陆军特种技术部队的战士4年，海军舰艇部队、陆军船舶分队的战士5年。1984年新的《中华人民共和国兵役法》将士兵的服役年限规定为陆军3年，空军、海军4年。1998年修正的《中华人民共和国兵役法》将义务兵服现役期限一律改为2年，并取消超期服役的规定。
针对上述问题，中央军委副主席兼总参谋长邓小平在1977年的一次军委会议上首次提出实行“辈子兵”的设想。1978年3月7日，第五届全国人民代表大会常务委员会第一次会议作出《关于兵役制度问题的决定》，将单一的义务兵役制改为义务兵与志愿兵相结合的兵役制度。同年11月，中央军委颁发《中国人民解放军部分义务兵改为志愿兵的实施办法》，规定义务兵超期服役满5年后，由本人自愿申请，经批准可改为志愿兵，第一批从1979年春季退伍的义务兵中选改。自此，兵役制度进入以义务兵为主体、义务兵与志愿兵相结合的阶段。
1984年5月31日，第六届全国人民代表大会第二次会议审议通过了重新修订的《中华人民共和国兵役法》，自1984年10月1日起施行（本法也适用于中国人民武装警察部队）。其中第二条规定：“中华人民共和国实行义务兵役制为主体的义务兵与志愿兵相结合、民兵与预备役相结合的兵役制度。”该法规定，“中华人民共和国公民，不分民族、种族、职业、家庭出身、宗教信仰和教育程度，都有义务依照本法的规定服兵役。”并且规定“超期服现役的义务兵服现役满五年，已成为专业技术骨干的，由本人申请，经师级以上机关批准，可以改为志愿兵。”退出现役的士兵和军官以及其他符合兵役条件的公民，在规定的年龄内服预备役；民兵组织既是国家武装力量的组成部分，也是预备役人员的基本组织形式。
实行“义务兵役制为主体的义务兵与志愿兵相结合”的制度，具体体现在两方面：第一，义务兵是军队的主要成分，志愿兵仅占士兵总数的10%到15%；第二，志愿兵役制以义务兵役制为基础，志愿兵并非直接从社会上招募，而是从义务兵中选改，义务兵是志愿兵的主要来源。
1990年代，中央军委制定了新时期军事战略方针，提出军事斗争准备、军队建设“两个根本性转变”，继续减少军队数量并加强军队质量建设。随着中国人民解放军武器装备现代化水平提高，专业技术兵在士兵中比例大幅提高。为此，改革以义务兵为主体的兵役制度，增加志愿兵数量，减少义务兵数量就势在必行。
1998年，实施了兵役制度的第三次改革。1998年12月29日，第九届全国人民代表大会常务委员会第六次会议通过了《关于修改〈中华人民共和国兵役法〉的决定》，对《中华人民共和国兵役法》进行了第一次修正。这次兵役制度的改革主要有4个方面：一是删除了“义务兵役制为主体”的提法，规定“中华人民共和国实行义务兵与志愿兵相结合、民兵与预备役相结合的兵役制度”；二是缩短了义务兵服役期限；三是改革了志愿兵服现役制度，将志愿兵一次性选改和退出现役的规定改为志愿兵分期服现役制度，并且调整了志愿兵服现役的期限，服役达最高年限者可以享受退休待遇，并规定“根据军队需要，志愿兵也可以直接从非军事部门具有专业技能的公民中招收”；四是完善了预备役制度，调整了士兵预备役分类对象，增加了一类士兵预备役的技术含量，明确了民兵预备役人员参训的时间、内容及要求。
1999年6月30日，中华人民共和国国务院、中华人民共和国中央军事委员会令第269号发布《国务院、中央军事委员会关于修改〈中国人民解放军现役士兵服役条例〉的决定》，自发布之日起施行，其中将第二条修改为“现役士兵按兵役性质分为义务兵役制士兵和志愿兵役制士兵。义务兵役制士兵称义务兵，志愿兵役制士兵称士官，并依照本条例授予相应军衔。”此次修改对士官制度进行了重大改革，对士官的使用范围、数量比例、激励机制、服役期限、生活待遇、安置办法等方面都加以调整。此后，志愿兵役制士兵称“士官”，而“志愿兵”仅在涉及兵役性质时使用。根据该条例规定，全军和武警部队士兵新式军衔（警衔）标志于1999年12月1日启用，至1999年12月底，1988年设置的士兵军衔等级和专业军士、军士长的称谓自行取消。
通过这轮改革，义务兵和士官的数量在军队中再无主次之分，甚至在一些特种部队里士官的比例还超过义务兵。这次改革使更多的技术骨干和基层骨干留在部队，部队整体素质加强，同时士官选改及退役机制获得明确，激励及制约机制更趋完善。
长期以来，中华人民共和国兵员征集的主体一直是农村和城镇待业青年，文化程度普遍不高。随着新时期部队信息化进程加快，部队对高素质兵员的需求急剧上升。同时随着高等教育大众化，高等学校毕业生服义务兵役也有了基础。2005年10月底，国务院、中央军委冬季征兵令宣布：全面开展征集在校大学生入伍工作。2008年征兵令中，首次明确将兵员征集的主体从农村和城镇待业青年调整为各级各类院校应届毕业生。2009年，中国人民解放军首次大规模从普通高校应届毕业生中直接招收士官，至同年底共征集13万名高校毕业生服义务兵役。2009年，财政部、教育部、总参谋部出台《应征入伍服义务兵役高等学校毕业生学费补偿国家助学贷款代偿暂行办法》。2011年，国家出台《应征入伍服义务兵役高等学校在校生学费补偿国家助学贷款代偿及退役复学后学费资助暂行办法》。从2001年到2011年，征兵工作完成了高学历兵员征集制度的调整，基本实现了从高校毕业生中大规模征集兵员的新征兵方式。
2009年7月，中央军委颁发《深化士官制度改革方案》，并于同年底全面施行新的士官制度。这是继1999年士官制度改革后又一次重大改革，改革包括7方面：第一，增加高技术专业士官编制，将士官编制扩大至近90万人。第二，调整士官结构比例，取消士官服役分一期至六期的做法，增加中、高级士官数量，减少初级士官数量。 第三，调整士官军衔制度，将士官军衔从6个衔级调整为7个衔级。第四，改进士官选拔办法，扩大从地方院校大专以上毕业生中直接招收士官的数量，建立选取高级士官专家评议制度。第五，完善士官培训体系，新任或晋升士官均须接受资格培训和升级培训。第六，健全士官管理体系，建立有条件的全程退役制度。第七，调整士官工资待遇，提高中级士官基本工资，调整士官津贴补贴。2009年8月27日，第十一届全国人民代表大会常务委员会第十次会议《关于修改部分法律的决定》第二次修正《中华人民共和国兵役法》。
2011年10月29日，第十一届全国人民代表大会常务委员会第二十三次会议《关于修改〈中华人民共和国兵役法〉的决定》第三次修正《中华人民共和国兵役法》，调整了兵员征集范围，删去了关于正在全日制学校就学的学生可以缓征的规定，规定普通高等学校毕业生的征集年龄可放宽至24周岁，同时规定大学毕业生入伍后表现优秀者可直接提拔为军官，大学生入伍后可保留入学资格或学籍，退出现役2年内允许复学，复学后参加国防生选拔或毕业后申请担任军官者优先录取；将兵役登记时间从每年9月30日提前到6月30日，以便和大学生毕业时间及普通高校招生时间衔接。此外，修正后的《中华人民共和国兵役法》还增加了军人基本待遇的规定，完善了抚恤优待政策。
2020年1月16日，中华人民共和国再次对兵役制度进行改革，自当年起将义务兵征集由一年一次征兵一次退役，调整为一年两次征兵两次退役。其中上半年征兵重点征集各级各类院校往届毕业生、高职高专毕业班学生和各类社会技能人才，下半年征兵重点征集各级各类院校应届毕业生、在校生和新生。之后由于2019冠狀病毒病疫情的爆发，2020年上半年征兵工作推迟至下半年一并组织实施，征集时间统一调整为8月1日开始，惟全年征集新兵总任务不变。
2021年8月20日，第十三届全国人民代表大会常务委员会第三十次会议审议通过新修订的《中华人民共和国兵役法》，首次明确将志願役作为主要兵源。

## 公民义务
《中华人民共和国宪法》第五十五条规定：“保卫祖国、抵抗侵略是中华人民共和国每一个公民的神圣职责。依照法律服兵役和参加民兵组织是中华人民共和国公民的光荣义务。”《中华人民共和国兵役法》规定，“中华人民共和国公民，不分民族、种族、职业、家庭出身、宗教信仰和教育程度，都有义务依照本法的规定服兵役。”“有严重生理缺陷或者严重残疾不适合服兵役的人，免服兵役。”“依照法律被剥夺政治权利的人，不得服兵役。”

## 主管部门
兵役工作分为四级分别负责：
1. 全国的兵役工作，在国务院、中央军事委员会领导下，由国防部负责[1]。
2. 各军区按照国防部赋予的任务，负责办理本区域的兵役工作[1]。
3. 省军区（卫戍区、警备区）、军分区（警备区）和县、自治县、市、市辖区的人民武装部，兼各该级人民政府的兵役机关，在上级军事机关和同级人民政府领导下，负责办理本区域的兵役工作[1]。
4. 机关、团体、企业事业单位和乡、民族乡、镇的人民政府，依照本法的规定完成兵役工作任务。兵役工作业务，在设有人民武装部的单位，由人民武装部办理；不设人民武装部的单位，确定一个部门办理[1]。

## 兵役分类
《中华人民共和国兵役法》规定，兵役分为现役和预备役。
- 现役军人：“在中国人民解放军服现役的称现役军人”。现役军人包括[1]：
  - 现役军官[1]
  - 文职干部[1]
  - 现役士兵：“包括义务兵役制士兵和志愿兵役制士兵，义务兵役制士兵称义务兵，志愿兵役制士兵称军士。”[1]
- 预备役人员：“经过登记，预编到现役部队、编入预备役部队、编入民兵组织服预备役的或者以其他形式服预备役的，称预备役人员。”[1]

## 现役
《中华人民共和国兵役法》规定，“现役军人和预备役人员，必须遵守宪法和法律，履行公民的义务，同时享有公民的权利；由于服兵役而产生的权利和义务，由本法和其他相关法律法规规定。”“现役军人必须遵守军队的条令和条例，忠于职守，随时为保卫祖国而战斗。”

### 现役士兵

#### 义务兵
平时征集
从2020年起，中华人民共和国每年进行两次次征集服现役工作，“全国每年征集服现役的人数、要求和时间，由国务院和中央军事委员会的命令规定。”“县级以上地方各级人民政府组织兵役机关和有关部门组成征集工作机构，负责组织实施征集工作。”根据2020年起执行的义务兵征集安排，征兵时间区分为上半年和下半年两次，上半年征兵从2月中旬开始，3月底结束，新兵批准入伍时间为3月1日；下半年征兵从8月中旬开始，9月底结束，新兵批准入伍时间为9月1日。
“每年12月31日以前年满18周岁的男性公民，应当被征集服现役。当年未被征集的，在22周岁以前仍可以被征集服现役，普通高等学校毕业生的征集年龄可以放宽至24周岁。”“根据军队需要，可以按照前款规定征集女性公民服现役。”“根据军队需要和本人自愿，可以征集当年12月31日以前年满17周岁未满18周岁的公民服现役。”
中华人民共和国实行兵役登记制度。“每年12月31日以前年满18周岁的男性公民，都应当在当年6月30日以前，按照县、自治县、市、市辖区的兵役机关的安排，进行兵役登记。经兵役登记并初步审查合格的，称应征公民。”但完成兵役登记者不一定会入伍服役。“应征公民符合服现役条件，并经县、自治县、市、市辖区的兵役机关批准的，被征集服现役。”
从2013年起，全面实行网上征兵，适龄男女青年应登陆“全国征兵网”进行兵役登记和应征报名。应征需要经过网上登记、初审、体格检查、政治审查、走访调查（指实地调查其家庭背景是否符合征集要求）、预定新兵（即初步确定新兵人选）、张榜公示、批准入伍7个环节。“应征公民是维持家庭生活唯一劳动力的，可以缓征。”“应征公民正在被依法侦查、起诉、审判的或者被判处徒刑、拘役、管制正在服刑的，不征集。”
《中华人民共和国兵役法》规定，有服兵役义务的公民，如果拒绝、逃避兵役登记和体格检查，或者应征公民拒绝、逃避征集，由县级人民政府责令限期改正；逾期不改的，由县级人民政府强制其履行兵役义务，并可以处以罚款。应征公民拒绝、逃避征集，拒不改正的，不得录用为公务员或者参照公务员法管理的工作人员，两年内不得出国（境）或者升学。战时应征公民拒绝、逃避征集，构成犯罪的，依法追究刑事责任。因为志愿应征青年始终十分充足，所以中华人民共和国自1949年成立以来从未进行过强制征兵。但自1990年代起，部分经济发展较快、生活变富裕的地区开始出现拒绝、逃避兵役登记和体格检查，或者应征公民拒绝、逃避征集的现象。这些地区为此依照《中华人民共和国兵役法》制定了相关的地方性法规，对拒绝、逃避者依法进行行政处理。
服役
1988年9月23日中华人民共和国国务院、中华人民共和国中央军事委员会第14号令发布《中国人民解放军现役士兵服役条例》，1993年、1999年、2010年先后三次修订。其中规定了士兵的服现役管理、现役士兵的军衔、奖惩、待遇、退出现役等方面。本条例适用于中国人民武装警察部队。
《中华人民共和国兵役法》规定，“义务兵服现役的期限为二年。”“义务兵享受供给制生活待遇。”《中国人民解放军现役士兵服役条例》规定，“服现役第一年的义务兵，授予列兵军衔；服现役第二年的列兵，晋升为上等兵。”。
义务兵服现役期满，有两种出路，一是可以改为士官，二是退役。另外，士兵（义务兵和士官）中的优秀者可被选拔入军队院校学习，毕业后成为现役军官；具有普通高等学校本科以上学历表现优秀的士兵也可以不经上述学习而直接提升为现役军官。
退役
《中华人民共和国兵役法》规定，“士兵服现役期满，应当退出现役。”并规定个别情况可提前退出现役。《中国人民解放军现役士兵服役条例》第四十二条规定，“士兵符合下列条件之一的，应当退出现役：
1. 义务兵服现役期满未被选取为士官的；
2. 士官服现役满本级规定最高年限未被选取为高一级士官的，在本级服现役期限内因岗位编制限制不能继续服现役的；
3. 服现役满30年需要退出现役的或者年满55周岁的；
4. 因战、因公、因病致残被评定残疾等级后，不能坚持正常工作的；
5. 患病医疗期满或者医疗终结，经军队医院证明和军级以上单位卫生部门审核确认，不适宜继续服现役的；
6. 因军队编制调整需要退出现役的；
7. 因国家建设需要退出现役的；
8. 士兵家庭成员遇有重大疾病、遭受重大灾难等变故，确需本人维持家庭正常生活，经士兵家庭所在地的县级人民政府退役士兵安置工作主管部门证明，经师（旅）级以上单位司令机关批准退出现役的；
9. 其他原因不适宜继续服现役，经师（旅）级以上单位司令机关批准退出现役的。”[29]

《中国人民解放军现役士兵服役条例》还规定，“服现役期限未满的义务兵，符合《中华人民共和国兵役法》第二十条和其他有关规定的，经师（旅）级以上单位司令机关批准，可以提前退出现役。”“战时，士兵因伤病住院治疗后，经医院证明不宜继续服现役的，不再介绍回原部队，由军队医院或者后方团级以上单位办理手续退出现役。”
自2011年11月1日起，新的《退役士兵安置条例》施行，同时1987年12月12日国务院发布的《退伍义务兵安置条例》，1999年12月13日国务院、中央军委下发的《中国人民解放军士官退出现役安置暂行办法》废止。《退役士兵安置条例》所称退役士兵，是指依照《中国人民解放军现役士兵服役条例》的规定退出现役的义务兵和士官，“国家建立以扶持就业为主，自主就业、安排工作、退休、供养等多种方式相结合的退役士兵安置制度，妥善安置退役士兵。”该条例规定了退役士兵移交和接收、安置（自主就业、安排工作、退休与供养）、保险关系的接续、法律责任等方面。本条例适用于中国人民武装警察部队。
《中华人民共和国兵役法》第六十条规定，“义务兵退出现役，按照国家规定发给退役金，由安置地的县级以上地方人民政府接收，根据当地的实际情况，可以发给经济补助。”并规定了一系列优待措施。根据《中华人民共和国兵役法》、《退役士兵安置条例》及相关规定，退役士兵受到政府优待。义务兵退役后，由原征集地的县级人民政府接收，并根据户口所在地及服现役期间立功受奖情况，作出妥善安排。
《中华人民共和国兵役法》规定，“士兵退出现役时，符合预备役条件的，由部队确定服士兵预备役；经过考核，适合担任军官职务的，服军官预备役。”

#### 军士
来源
《中华人民共和国兵役法》规定，军士是来源是：“义务兵服现役期满，根据军队需要和本人自愿，经批准可以选改为军士；服现役期间表现特别优秀的，经批准可以提前选改为军士。根据军队需要，可以直接从非军事部门具有专业技能的公民中招收军士。”《中国人民解放军现役士兵服役条例》规定，“军士从服现役期满的义务兵中选取，或者从军队院校毕业的军士学员中任命，也可以从非军事部门具有专业技能的公民中直接招收。”
服役
《中华人民共和国兵役法》规定，“军士实行分级服现役制度。军士服现役的期限一般不超过三十年，年龄不超过五十五周岁。”“军士实行军衔级别工资制。”《中国人民解放军现役士兵服役条例》规定，“军士分级服现役年限为：初级军士最高6年，中级军士最高8年，高级军士可以服现役14年以上。初级军士、中级军士在本级最高服现役年限内，按照岗位编制规定确定服现役时间。”“军士担任除副班长、班长以外的分队行政或者专业技术领导、管理职务的，必须经军事院校培训。”“军士担任专业技术工作职务的，应当经相应专业技术培训，并达到规定的技能等级标准。”“直接从非军事部门具有专业技能的公民中招收的军士，应当经入伍训练和任职培训。”
退役
《中华人民共和国兵役法》规定，军士退役安置分为四种情况：
1. 军士退出现役，服现役不满十二年的，依照本法第六十条规定的办法安置。
2. 军士退出现役，服现役满十二年的，由安置地的县级以上地方人民政府安排工作；待安排工作期间由当地人民政府按照国家有关规定发给生活补助费；本人自愿选择自主就业的，依照本法第六十条第一款至第四款的规定办理。
3. 军士服现役满三十年或者年满五十五周岁的，作退休安置。
4. 军士在服现役期间因战、因公、因病致残丧失工作能力的，按照国家有关规定安置[1]。

### 现役军官
来源
《中华人民共和国兵役法》规定，现役军官由下列人员补充：
1. 选拔优秀士兵和普通高中毕业生入军队院校学习毕业的学员；
2. 选拔普通高等学校毕业的国防生和其他应届优秀毕业生；
3. 直接提升具有普通高等学校本科以上学历表现优秀的士兵；
4. 改任现役军官的文职干部；
5. 招收军队以外的专业技术人员和其他人员。

并规定“战时根据需要，可以从士兵、征召的预备役军官和非军事部门的人员中直接任命军官。”
服役
1988年9月5日第七届全国人民代表大会常务委员会第三次会议通过《中国人民解放军现役军官服役条例》，1994年第一次修正，2000年第二次修正并更名为《中华人民共和国现役军官法》。中国人民武装警察部队现役警官适用本法。
该法规定，中国人民解放军现役军官“是被任命为排级以上职务或者初级以上专业技术职务，并被授予相应军衔的现役军人。”“军官按照职务性质分为军事军官、政治军官、后勤军官、装备军官和专业技术军官。”“军官是国家工作人员的组成部分。”《中华人民共和国兵役法》规定，“军官实行职务军衔等级工资制”。
退役
《中华人民共和国兵役法》规定，“现役军官按照规定服役已满最高年龄的，退出现役；未满最高年龄因特殊情况需要退出现役的，经批准可以退出现役。”“军官退出现役时，符合服预备役条件的，转入军官预备役。”《中华人民共和国现役军官法》规定，“军官平时服现役的最高年龄分别为：
1. 担任正团职职务的，五十岁；
2. 担任师级职务的，五十五岁；
3. 担任军级职务的，副职五十八岁，正职六十岁；
4. 担任其他职务的，服现役的最高年龄与任职的最高年龄相同。”[33]

《中华人民共和国现役军官法》还规定了军官未达到平时服现役的最高年龄而应当退出现役的条件。对于现役军官退役后的安置，该法规定“军官退出现役后，采取转业由政府安排工作和职务，或者由政府协助就业、发给退役金的方式安置；有的也可以采取复员或者退休的方式安置。”符合条件的还可离职休养。

### 文职干部
《中华人民共和国兵役法》规定，“中国人民解放军根据需要配备文职干部。本法有关军官的规定适用于文职干部。”

## 预备役
中国人民解放军预备役部队是以现役军人为骨干，以预备役军官、士兵为基础，按统一编制为战时实施成建制快速动员而组建起来的部队。其师团已纳入中国人民解放军建制序列，授有番号、军旗。预备役部队战时根据国家发布的动员令转为现役部队，归指定的现役部队指挥；平时隶属相应军兵种系统，接受所属军兵种系统和省军区系统共同领导。
中国人民武装警察部队现役军人退出现役转服预备役的，转服人民解放军预备役。

### 士兵预备役
来源
《中华人民共和国兵役法》规定，士兵预备役有两个来源：一是“士兵退出现役时，符合预备役条件的，由部队确定服士兵预备役”，二是“经过兵役登记的应征公民，未被征集服现役的，办理士兵预备役登记。”
服役
《中华人民共和国兵役法》规定，“士兵预备役的年龄，为十八周岁至三十五周岁，根据需要可以适当延长。”“士兵预备役分为第一类和第二类。”
第一类士兵预备役包括下列人员：
1. 预编到现役部队的预备役士兵；
2. 编入预备役部队的预备役士兵；
3. 经过预备役登记编入基干民兵组织的人员[1]。

第二类士兵预备役包括下列人员：
1. 经过预备役登记编入普通民兵组织的人员；
2. 其他经过预备役登记确定服士兵预备役的人员[1]。

退役
“预备役士兵达到服预备役最高年龄的，退出预备役。”

### 军官预备役
来源
《中华人民共和国兵役法》规定，预备役军官包括下列人员：
1. 退出现役转入预备役的军官；
2. 确定服军官预备役的退出现役的士兵；
3. 确定服军官预备役的普通高等学校毕业学生；
4. 确定服军官预备役的专职人民武装干部和民兵干部；
5. 确定服军官预备役的非军事部门的干部和专业技术人员[1]。

服役
1995年5月10日第八届全国人民代表大会常务委员会第十三次会议通过《中华人民共和国预备役军官法》，自1996年1月1日起施行。本法所称预备役军官是“被确定为人民解放军预备役排级以上职务等级或者初级以上专业技术职务等级，被授予相应的预备役军官军衔，并经兵役机关登记的预备役人员。”中国人民武装警察部队退出现役的人员，服中国人民解放军军官预备役的，适用本法。
《中华人民共和国预备役军官法》规定，“预备役军官按照职务性质分为军事军官、政治军官、后勤军官和专业技术军官。”“军官预备役按照平时管理和战时动员的需要，分为两类：在预备役部队任职的和预编到现役部队的预备役军官为第一类军官预备役；其他预备役军官为第二类军官预备役。”“预备役军事、政治、后勤军官的职务等级设置为：正师职、副师职、正团职、副团职、正营职、副营职、正连职、副连职、排职。”“预备役专业技术军官的职务等级设置为：高级专业技术职务、中级专业技术职务、初级专业技术职务。”预备役军官设有相应的军衔。
退役
《中华人民共和国兵役法》规定，“预备役军官按照规定服预备役已满最高年龄的，退出预备役。”《中华人民共和国预备役军官法》规定，“预备役军事、政治、后勤军官平时服预备役的最高年龄：
1. 担任师级职务的，五十五岁；
2. 担任团级职务的，五十岁；
3. 担任营级职务的，四十五岁；
4. 担任连级职务的，四十岁；
5. 担任排级职务的，三十五岁。”[37]

“少数预备役军官确因工作需要，经过批准，平时服预备役的最高年龄可以适当延长，但是延长的年龄不得超过五岁。”
“预备役专业技术军官平时服预备役的最高年龄：
1. 担任高级专业技术职务的，六十岁；
2. 担任中级专业技术职务的，五十五岁；
3. 担任初级专业技术职务的，五十岁。”[37]

“未达到平时服预备役最高年龄的预备役军官，由于伤病残或者其他原因不能继续服预备役的，应当退出预备役。”

### 预备役人员的军事训练
《中华人民共和国兵役法》规定，“预备役士兵的军事训练，在现役部队、预备役部队、民兵组织中进行，或者采取其他组织形式进行。”“预备役军官在服预备役期间，应当参加三个月至六个月的军事训练；预编到现役部队和在预备役部队任职的，参加军事训练的时间可以适当延长。”“国务院和中央军事委员会在必要的时候，可以决定预备役人员参加应急训练。”

## 军队院校从青年学生中招收的学员
《中华人民共和国兵役法》规定，“根据军队建设的需要，军队院校可以从青年学生中招收学员。招收学员的年龄，不受征集服现役年龄的限制。”“学员完成学业考试合格的，由院校发给毕业证书，按照规定任命为现役军官、文职干部或者士官。”相应规定也适用于从现役士兵中招收的学员。
除了军队院校培养学员之外，还有军队依托普通高等学校招收培养的国防生。“军队根据国防建设的需要，可以依托普通高等学校招收、选拔培养国防生。国防生在校学习期间享受国防奖学金待遇，应当参加军事训练、政治教育，履行国防生培养协议规定的其他义务；毕业后应当履行培养协议到军队服现役，按照规定办理入伍手续，任命为现役军官或者文职干部。”
國防生制度於2017年起廢除。

## 民兵
《中华人民共和国兵役法》规定，“民兵是不脱产的群众武装组织，是中国人民解放军的助手和后备力量。”“其任务是：（一）参加社会主义现代化建设；（二）执行战备勤务，参加防卫作战，抵抗侵略，保卫祖国；（三）为现役部队补充兵员；（四）协助维护社会秩序，参加抢险救灾。”
“乡、民族乡、镇、街道和企业事业单位建立民兵组织。凡十八周岁至三十五周岁符合服兵役条件的男性公民，经所在地人民政府兵役机关确定编入民兵组织的，应当参加民兵组织。”“根据需要，可以吸收十八周岁以上的女性公民、三十五周岁以上的男性公民参加民兵组织。”“国家发布动员令后，动员范围内的民兵，不得脱离民兵组织；未经所在地的县、自治县、市、市辖区人民政府兵役机关批准，不得离开民兵组织所在地。”
民兵组织分为基干民兵组织和普通民兵组织：
- 基干民兵组织：“是民兵组织的骨干力量，主要由退出现役的士兵以及经过军事训练和选定参加军事训练或者具有专业技术特长的未服过现役的人员组成。基干民兵组织可以在一定区域内从若干单位抽选人员编组。”
- 普通民兵组织：“由符合服兵役条件未参加基干民兵组织的公民按照地域或者单位编组。”[1]

## 普通高等学校和普通高中学生的军事训练

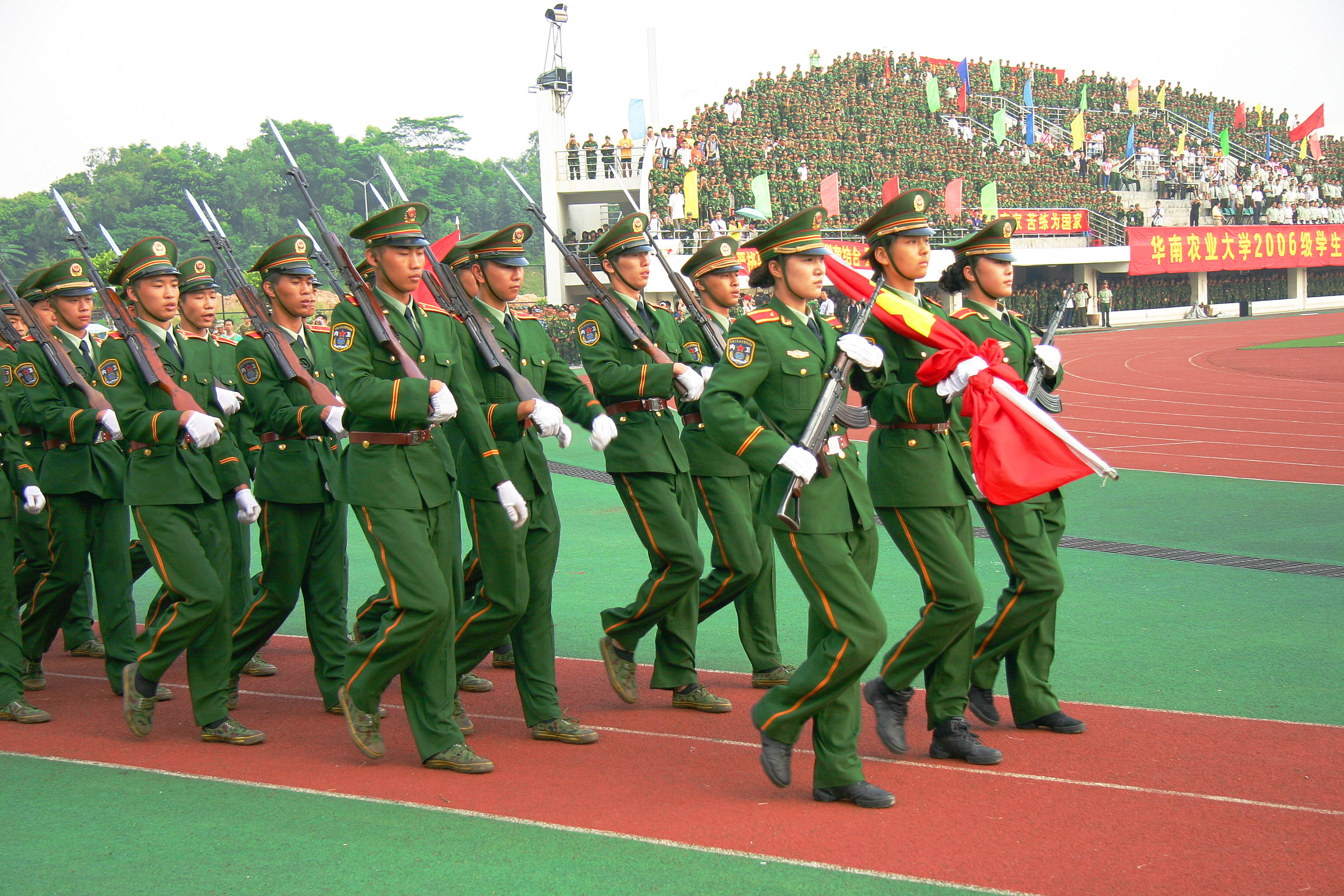
华南农业大学2006级学生军训阅兵式

普通高等学校和普通高中（和中等职业学校）学生的军事训练是《中华人民共和国兵役法》规定的普通高等学校和普通高中学生履行兵役义务的基本形式，除极少数普通高等学校如针对华侨的暨南大学外均须实施。《中华人民共和国兵役法》规定，“普通高等学校的学生在就学期间，必须接受基本军事训练。”
- 普通高等学校学生的军事训练：“普通高等学校设军事训练机构，配备军事教员，组织实施学生的军事训练。”另外，“根据国防建设的需要，对适合担任军官职务的学生，再进行短期集中训练，考核合格的，经军事机关批准，服军官预备役。”此种“培养预备役军官的短期集中训练，由军事部门派出现役军官与普通高等学校军事训练机构共同组织实施。”[1]
- 普通高中和中等职业学校学生的军事训练：“普通高中和中等职业学校，配备军事教员，对学生实施军事训练。”[1]

普通高等学校和普通高中学生的军事训练，“由教育部、国防部负责。教育部门和军事部门设学生军事训练的工作机构或者配备专人，承办学生军事训练工作。”

## 战时兵员动员
《中华人民共和国兵役法》规定，“为了对付敌人的突然袭击，抵抗侵略，各级人民政府、各级军事机关，在平时必须做好战时兵员动员的准备工作。”
战时兵员动员是在国家发布动员令以后，由各级人民政府、各级军事机关实施：
1. 现役军人停止退出现役，休假、探亲的军人必须立即归队；
2. 预备役人员、国防生随时准备应召服现役，在接到通知后，必须准时到指定的地点报到；
3. 机关、团体、企业事业单位和乡、民族乡、镇的人民政府负责人，必须组织本单位被征召的预备役人员，按照规定的时间、地点报到；
4. 交通运输部门应当优先运送应召的预备役人员、国防生和返回部队的现役军人[1]。

《中华人民共和国兵役法》还规定，“战时根据需要，国务院和中央军事委员会可以决定征召三十六周岁至四十五周岁的男性公民服现役，可以决定延长公民服现役的期限。”“战争结束后，需要复员的现役军人，根据国务院和中央军事委员会的复员命令，分期分批地退出现役，由各级人民政府妥善安置。”